# Zanobatus
Zanobatus is een monotypisch geslacht van kraakbeenvissen uit de familie van de Zanobatidae.

## Soorten
- Zanobatus maculatus (Séret, 2016)[1]
- Zanobatus schoenleinii (J. P. Müller & Henle, 1841)